# 松川町 (福島市)
松川町（まつかわまち）は、福島県福島市の町。ここでは松川町美郷（まつかわまちみさと、美郷ガーデンシティ）についても一部記す。
郵便番号は960-1241（松川町）、960-1242（松川町美郷）。世帯数は2,761世帯、人口は7,444人（2017年（平成29年）6月30日現在）。

## 概要
福島市の南東部、福島市街地の南部に位置する。東で松川町沼袋、北で松川町金沢・松川町浅川・松川町関谷、西で松川町水原、南で二本松市吉倉・米沢と接する。宿場の発達により形成された町で、南北に陸羽街道（福島県道114号福島安達線、旧国道4号）が通る。町内を西から東へ水原川が流れており、その周辺に水田・畑が開けている。町内東部にはJR東北本線が通り、松川駅が置かれている。駅近辺に北芝電機の工場を中心とした工業団地が存在する。
松川町美郷（美郷ガーデンシティ）は、元は主に松川町の一部であり、新興住宅地として付けられた地名である。松川町の北隣に位置している。

### 河川
- 水原川
  - 境川

### 字
松川町
- 青麻前
- 青麻山
- 赤貝
- 赤貝森
- 石合
- 石合前
- 石合町
- 石合向
- 市坂
- 市ノ沢
- 伊藤
- 伊藤前
- 稲荷
- 後原
- 埋崎
- 産子内
- 大坂坊
- 大名
- 金山
- 上木戸内

- 上境川
- 上桜内
- 上谷地
- 木曽内
- 木曽内裡
- 北諏訪原
- 狐窪
- 熊野田
- 桑原
- 小池
- 高野
- 小金塚
- 小家場
- 境川
- 桜内
- 薩摩
- 信夫隠
- 信夫台
- 下木戸内
- 下新田

- 下土腐
- 下中島
- 宿地
- 宿地町
- 新田
- 水晶沢
- 杉内
- 諏訪山
- 竹ノ内
- 舘向
- 鼓ケ岡
- 寺山
- 寺山前
- 天王原
- 天明根
- 土合舘
- 土腐
- 堂ノ前
- 中桜内
- 中島

- 仲ノ内
- 中原
- 中町
- 中町西裡
- 梨木田
- 西田
- 西長檀
- 西谷地
- 沼内
- 沼北
- 八丁目
- 原
- 原田
- 東長檀
- 東原
- 東谷地
- 一人子
- 日向山
- 平舘
- 深田

- 古天神
- 古屋敷
- 降石
- 前田
- 前原
- 町裏
- 町頭
- 町端
- 町畑
- 南下原
- 南諏訪原
- 向裏
- 向町
- 本西
- 本町
- 本町西裡
- 守子壇
- 山端
- 脇原

松川町美郷
- 1～4丁目

## 沿革
- 1889年（明治22年）4月1日 - 町村制施行により信夫郡松川村が発足。
- 1936年（昭和11年）11月1日 - 松川村が町制施行し（旧）松川町となる。
- 1955年（昭和30年）3月20日 - （旧）松川町が信夫郡水原村・金谷川村と合併し、新たに松川町が発足。
- 1966年（昭和41年）6月1日 - 松川町が福島市に編入され、1955年3月19日までの旧松川町域[5]は福島市松川町となる。

## 交通
鉄道
- 東日本旅客鉄道（JR東日本）東北本線
  - - （安達駅） - 松川駅 - （金谷川駅） -

バス
- 福島交通福島支社
  - 医大経由二本松線
    - （福島駅東口） - …… - （浅目） - 松川町 - 松川本町 - 天明根 - 古天神 - 松川向町 - （吉倉） - …… - （若宮二丁目）

  - まつかわ西幼稚園経由水原
    - （医大病院） - …… - （北原） - 松川駅前 - 北芝前 - 松川新町 - 桑原 - 松川町 - 松川本町 - まつかわ西幼稚園 - 伊藤 - 小池 - （関根） - …… - （狼ヶ森）

  - 美郷経由松川線
    - （福島駅東口） - …… - （上明内） - ロングライフハイム - 美郷四丁目 - センターハウス - 美郷二丁目 - 美郷一丁目 - 松川町 - 松川本町 - 天明根 - 古天神
- 自治体バス（運行事業者：有限会社カネハチタクシー）
  - 川俣松川線（飯野町経由）
    - 川俣高校前 - …… - 飯野町 - …… - 阿武隈新橋 - 浜子 - 金沢入口 - 北原 - 松川駅

道路
- 東北自動車道
  - 福島松川PA/スマートIC
- 福島県道52号土湯温泉線
- 福島県道114号福島安達線（陸羽街道）
- 福島県道192号松川停車場戸ノ内線

## 施設など
市役所・市施設
- 福島市役所松川支所・松川学習センター
- 福島市南部学校給食センター
- 土合舘公園

教育
- 福島市立まつかわ西幼稚園
- さくら幼稚園
- 福島市立松川小学校
- 福島市立松陵中学校

警察
- 福島警察署 松川駐在所

郵便
- 松川郵便局
- 松川駅前郵便局

企業
- 北芝電機本社
- ミドリ電機製造
- 福島芝浦電子 松川工場
- アマダオートメーションシステムズ福島工場

その他
- 西光寺 - 木造阿弥陀如来坐像は、1953年（昭和28年）10月1日に県指定重要文化財として指定されている[6]。

## 註
1. 1 2  “統計情報 住民基本台帳人口（平成29年）”.   福島市 (2017年7月7日). 2017年7月23日閲覧。
2. ↑  “市外局番の一覧”.   総務省. 2017年5月29日閲覧。
3. ↑  郵便番号・松川町
4. ↑  郵便番号・松川町美郷
5. ↑  福島市に編入される前まで大字が設けられていなかった。
6. ↑  “福島市の文化財 -【県指定】 木造阿弥陀如来坐像-”.   福島市. 2012年12月22日閲覧。